# Mahuna obscura
Mahuna obscura är en insektsart som beskrevs av Jacobi 1928. Mahuna obscura ingår i släktet Mahuna och familjen vedstritar. Inga underarter finns listade i Catalogue of Life.